# Тибилов, Марат Георгиевич
Марат Георгиевич Тибилов (20 августа 1988, Чермен, Северо-Осетинская АССР — 28 марта 2025, Курская область) — российский военнослужащий, майор Росгвардии. Герой Российской Федерации (2025).

## Биография
Родился 20 августа 1988 года в селе Чермен Республики Северная Осетия.
Спустя некоторое время, Тибилов вместе с семьёй перебрался во Владикавказ. Окончил Северо-Кавказский военный институт внутренних войск МВД. Являлся командиром огневой группы сил Центра специального назначения Росгвардии. С первого дня принимал участие в российском вторжении на Украину.
Погиб 28 марта 2025 года при выполнении служебно-боевой задачи в Курской области России. Похоронен во Владикавказе на мемориальном кладбище — пантеоне «Аллея Славы».

## Звания и награды
- 2025 — Герой Российской Федерации[7][8].
- Орден Мужества (2022, 2022, 2025, посмертно)[9][7].

## Память
- В честь Тибилова названа улица в селе Нижняя Саниба и установлена мемориальная доска в его честь[10][11].
- Имя Героя России Марата Тибилова присвоено гимназии "Диалог" во Владикавказе. Это учебное заведение выбрала его семья[12].